# Lavomatic Troïka
Lavomatic Troïka est un système de blanchiment d'argent russe de grande ampleur, organisé de 2006 à 2012 sous l'égide de la banque Troïka Dialog, vendue en 2012 à Sberbank CIB (en).

## Mécanisme
La banque Troïka Dialog crée à l'origine 75 sociétés dans des paradis fiscaux, notamment les Îles Vierges britanniques. C'est la défunte banque lituanienne Ūkio bankas qui se charge de la tenue des comptes de ces sociétés. Les sociétés reçoivent les fonds provenant de Russie, et font de nombreux échanges financiers entre elles afin de brouiller les pistes. Finalement, les fonds sont devenus propres, réapparaissent dans des banques européennes comme Citigroup Inc., Raiffeisen, et Deutsche Bank, et sont utilisés par leurs bénéficiaires effectifs,.
Les ordres de virement émanent de fondés de pouvoirs de la banque Troïka Dialog. Il y a au total 1 300 000 transactions impliquant 238 000 sociétés ou personnes physiques. 
Troïka Dialog était jusqu'en 2012 dirigé par son fondateur, Ruben Vardanyan, qui a pu ainsi devenir milliardaire. Il prétend toutefois ne pas avoir été au courant du schéma et ne pas en avoir bénéficié directement. Il vend sa banque à Sberbank CIB (en) en 2012.

## Bénéficiaires
Les bénéficiaires officiels sont en général des hommes de paille, généralement des arméniens pauvres, parfois ouvriers dans le bâtiment, qui ne savent même pas que leur nom a été utilisé.
Les bénéficiaires effectifs sont des russes qui ont pu faire sortir des fonds de Russie qui provenaient de sources diverses, y compris de l'argent sale.
Ainsi, Sergueï Roldouguine, le grand ami de Vladimir Poutine, a touché par ce biais au moins 69 millions de dollars.
Sergueï Magnitski dénonça un procédé de fraude fiscale qui avait été utilisé par une soixantaine de hauts fonctionnaires russes, où 130 millions de dollars avaient pu être transférés par le Lavomatic Troïka. Après sa mort en 2009 dans une prison russe, le congrès des Etats-Unis adopte fin 2012 la Loi Magnitski, une loi de sanctions américaines à l'égard d'une cinquantaine de citoyens russes impliqués dans l'affaire.
Dans l'affaire de l'Aéroport de Moscou-Cheremetievo, 40 millions de dollars ont été détournés, dont 27 millions via le Lavomatic Troïka.
Un certain Sergei Tikhomirov a réussi à détourner 17 millions de dollars par escroquerie aux assurances.
Curieusement, lorsque Ruben Vardanyan a décidé d'aider le prince Charles à restaurer un vieux château, il ne lui a pas envoyé le cadeau de 200 000 $ directement, mais il l'a fait via le Lavomatic Troïka.
Au total, le système a porté sur 4,6 milliards de dollars sortis de Russie.